# Galatina Challenger
Il Galatina Challenger è stato un torneo professionistico di tennis giocato su campi in terra rossa. Faceva parte dell'ATP Challenger Series. Si giocava annualmente a Galatina in Italia.

## Albo d'oro

### Singolare
| Anno | Campione              | Finalista         | Punteggio     |
| ---- | --------------------- | ----------------- | ------------- |
| 1983 | Francesco Cancellotti | Miguel Mir        | 7–6, 6–1      |
| 1982 | Dominique Bedel       | Pender Murphy     | 7–6, 1–6, 7–5 |
| 1981 | Werner Zirngibl       | Hans Simonsson    | 7–6, 7–5      |
| 1980 | Gilles Moretton       | Stefan Simonsson  | 6–1, 3–6, 6–2 |
| 1979 | Miguel Mir            | Alejandro Pierola | 6–1, 7–6      |

### Doppio
| Anno | Campioni                         | Finalisti                                 | Punteggio     |
| ---- | -------------------------------- | ----------------------------------------- | ------------- |
| 1983 | Bruce Derlin Huub van Boeckel    | Iván Camus Ivan Du Pasquier               | 6–2, 7–5      |
| 1982 | Sergio Casal Alejandro Pierola   | Gianni Marchetti VincenzoNaso             | 6–4, 6–4      |
| 1981 | Carlos Gattiker Patrizio Parrini | Roberto Carruthers Fernando Dalla-Fontana | 6–4, 5–7, 7–5 |
| 1980 | Syd Ball Chris Kachel            | Tim Garcia MichaelGrant                   | 6–2, 6–1      |
| 1979 | Ernie Ewert Cliff Letcher        | Gustavo Guerrero Alejandro Pierola        | 6–2, 6–2      |